# Som flyttfågel i Afrika
Som flyttfågel i Afrika är en svensk dokumentärfilm från 1922 i regi av Bengt Berg.
Filmen skildrar djurlivet i Egypten och trakterna kring Vita Nilen i Sudan och särskilt fokuserar den på de svenska flyttfåglarnas tillvaro under vintermånaderna. Inspelningen ägde rum under 1922 med Berg som fotograf och premiärvisades den 20 november 1922 på biograf Röda Kvarn i Stockholm. Berg närvarade själv vid premiären och presenterade filmen.
Som flyttfågel i Afrika rosades av kritikerna.